# Speedealer
Speedealer es una banda de metal formada originalmente en 1994 en Lubbock, Texas. Bajo el nombre de REO Speedealer.

## Discografía

### Álbumes[2]
- REO Speedealer (1995)
- REO Speedealer (1997)
- Here Comes Death (1998)
- Second Sight (2001)
- Bleed (2003)
- Burned Alive (2003)
- Blue Days Black Nights (2019)